# Packpapier

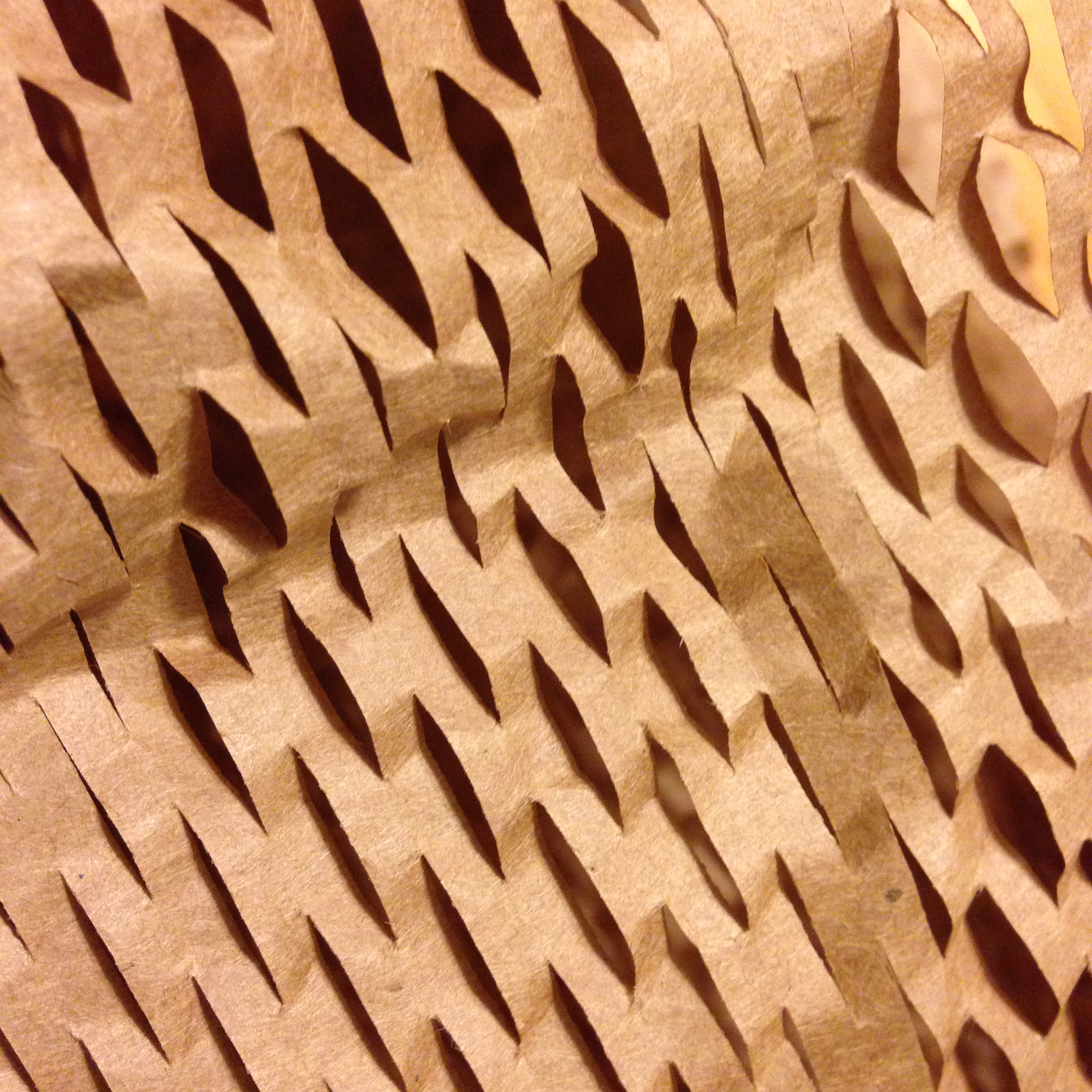
Packpapier

Packpapier ist ein Oberbegriff für eine vielfältige Gruppe der Papiere, die zum Schutz und zur werblichen Ausstattung von Verpackungsgut dienen. Eine spezielle Form ist das Geschenkpapier, das nicht dem Schutz, sondern die Dekoration dient.

## Herstellung, Zusammensetzung und Nutzung
Packpapier wird unter Zugabe von Wasser aus zerfasertem Holz (meistens Fichte oder Kiefer) und Kleister hergestellt. Die Fasern sind bis zu 4 mm lang und der Papierbrei ist durch das im Holz enthaltene Lignin braun. Für Kraftpapier wird Sulfatzellstoff zugesetzt, um es besonders fest zu machen.
Die Zusammensetzung der Fasern richtet sich beim Packpapier nach den an das Papier gestellten Anforderungen. Packpapier ist in der Regel ein Papier, das sich durch besonders hohe Reißfestigkeit, Berstfestigkeit, Scheuerfestigkeit, Knitterfestigkeit und Steifheit auszeichnet.
Heute wird Packpapier zumeist aus Holzschliff und Strohzellstoff, manchmal auch aus Jutefasern hergestellt.
Packpapier findet vor allem in der Verpackungs- und Versandindustrie Verwendung, aber auch bei Umzügen oder im Einzelhandel als Serviceverpackung; man nutzt es in diesen Bereichen zum Einwickeln bzw. Einschlagen von Produkten und Material, als Zwischenlage beim Stapeln empfindlicher Produkte oder knüllt es als Füllmaterial. Das Einwickeln / Einschlagen ist eine Form der Verpackung und steht beispielsweise der Verpackung in Behältern gegenüber.

## Sorten
Je nach Rohstoffeinsatz teilt man Packpapier ein in folgende Untergruppen:
- AP-Packpapiere bestehen zu mehr als 50 % aus regenerierten Papierstofffasern (Altpapier), der Rest aus Papierzellstoffen.
- ZP-Papiere bestehen überwiegend aus Frischfasern-Sulfitzellstoffen mit nur geringen Altpapierzusätzen.
- Kraftzellstoff-Papiere müssen mindestens 50 % Frischfasern-Sulfatzellstoffe und weniger als 50 % Kraftpapierabfälle enthalten.

Innerhalb dieser Gruppen erfüllen unterschiedliche Sorten unterschiedliche Anforderungen (z. B. Reiß-, Scheuer-, Dampf-, Aromadichtigkeit).
Packpapier wird selten auch als Kraftpapier bezeichnet. Kraftpapier ist aber nur eine Sorte von Packpapier. Kraftpapier wird als sehr reißfestes Verpackungspapier aus Sulfatzellstoff oder ähnlichen Fasern, teilweise auch noch Halbzellstoff hergestellt. Eine andere Packpapierart ist der besonders feste und feuchtigkeitsbeständige Kraftliner mit sehr geringem Recyclinganteil. Auch Natronpapier, Seidenpapier und Wellpappe zählen zum Packpapier. Packkrepp bezeichnet ein Packpapier, das durch Kreppung besonders dehnfähig gemacht wurde. Es eignet sich zum Verpacken von unregelmäßig geformten Gegenständen. Kraftsackpapier hingegen weist eine besonders hohe Elastizität auf. Für Archive, Museen und Bibliotheken werden beispielsweise langfaserige, zähe Packpapiere verwendet, die besonders alterungsbeständig (durch Neutralleimung) sind und beispielsweise mit Calciumcarbonat gegen Zerstörung durch Säure-Einfluss gepuffert sind.

## Farben, Aufdruck, Abrollen
Zugfestes Packpapier ist typisch beige bis braun, kann jedoch auch fast weiß oder dunkelblau sein. Diese Form ist häufig auf einer Seite glatt (gut zu bekleben und zu beschriften, gut rutschbar und Staub weniger anhaften lassend) und auf der anderen rau und dazu geeignet, am eingewickelten Gut zu haften.
Papier dieser Art wird als Blattstapel oder Rolle konfektioniert; mit der glatten Seite oben bzw. außen. Häufig weist Packpapier dieser Art eine zarte hell-dunkele Linierung längs der Faser auf. Bis 1970 war am Packtisch von Kaufhäusern und vielen Fachgeschäfte häufig ein Abroller für Packpapier montiert, typisch mit per Federzug angepresstem Abreißlineal, mitunter auch für 2 oder 3 verschiedene Breiten übereinander. Die weiße Variante wurde auch mit einfärbigem Werbeaufdruck verwendet, bevor Tragetaschen aus Papier und Plastik aufkamen.